# 松尾楽器商会
株式会社松尾楽器商会（まつおがっきしょうかい、H.MATSUO MUSICAL INSTRUMENTS CO.,LTD.）は、かつて東京都千代田区有楽町にあった楽器店。

## 歴史
1948年8月､ 財団法人NHK交響楽団のコンサートマネージャーであった松尾博は、同法人在任のまま松尾ミュージックカムパニーを創立し、戦争のため十数年輸入が途絶えていたピアノのスタインウェイ 、ベーゼンドルファー 、ハープのライオン・アンド・ヒーリー 等、世界的に著名な欧米の楽器メーカーと輸入の特約を結び、これらの輸入・販売を担うようになった。
1956年2月､松尾博のNHK交響楽団退任を機会に同社を株式会社松尾楽器商会として再設立しその代表取締役に就任した上、同時に海外の取引先を拡充を図った。
1983年、松尾博の没後、息子の松尾治樹がその後を引き継ぎ代表取締役に就任した。
1996年、スタインウェイピアノの日本での総代理店としての地位を利用した並行輸入品に関わる件で、公正取引員会の調査を受けた。
1997年、上記の出来事を受け、スタインウェイ・アンド・サンズ本社の日本国子会社としてスタインウェイ・ジャパンが創設され、松尾楽器商会は日本での総代理店から、関東とその他一部地域の地区特約店としての位置付けとなった。
当初、スタインウェイ・ジャパンは日本国内での楽器の販売管理のみを行っていたが、2021年1月より東京青山に自前のショールームを開設し、直接販売を開始。それに伴い、松尾楽器商会は2020年12月をもってディーラー契約解除となり、同社のピアノの販売を停止した。
さらに、松尾楽器商会のピアノ技術部門も2022年4月よりスタインウェイ・ジャパンに引き継ぐことが2021年6月に発表され、同社の顔とも言うべきスタインウェイから完全に離れることとなった。2025年7月31日をもって正式に会社解散。

## 業務実績
第二次世界大戦後には西洋音楽の普及・音楽教育の向上と共に愛好家も増加し 、楽器への需要も著しく増大すなか、2020年まで同社納入のスタインウェイのピアノは5千台を突破し、ベーゼンドルファーのピアノ(1978年迄)は150台有余、ライオン・アンド・ヒーリーのハープは250台有余、ノイぺルト等のチェンバロは50台以上を数え、NHKをはじめ各民間放送局・全国各都市のホール・レコード会社・音楽大学、そして一般愛好家等に納入した。特にスタインウェイピアノは日本総代理店として同社の顔でもあった。
さらに、第二次世界大戦後当時は日本には数少なかったパイプオルガンの輸入にも関わり、1973年にNHKホールのパイプオルガンをはじめ、その他各地の教会、大学の講堂、チャペル等、更に公共施設では武蔵野市民文化会館、福島市音楽堂、府中の森芸術劇場、そして1991年には我が国最大級の規模を誇るパイプオルガンを東京芸術劇場に、又、1992年には愛知芸術文化センターの大型パイプオルガンを完成させた。また独自開発の譜面台、指揮台等のホール舞台備品の販売も行った。
他方、納入後の総合的技術管理についも、それに携わる技術者を海外のメーカーに派遣し技術の研鑽を重ね、各地の施設のピアノ、パイプオルガン等を常に最良の状態で管理運用できるよう保守管理を行ってきた。
2002年、東京日比谷にショールームを移転する際に、全室スタインウェイのフルコンサート・グランドピアノ(スタインウェイD-274)設置の松尾ホール（88席）とスタジオを併設したが、上述の経緯のため2021年3月をもって閉鎖された。